# Tina Gloriani
Tina Gloriani (Roma, 11 dicembre 1935 – Roma, 24 marzo 2024) è stata un'attrice, scultrice e pittrice italiana.

## Biografia
Dopo gli studi universitari di lettere e filosofia iniziò ad appassionarsi all'arte. Scelta come protagonista di un film, decise di frequentare il corso di recitazione presso il Centro Sperimentale di Cinematografia. Nell'arco dei due anni di corso partecipò a vari film e lavorò nella Compagnia di Prosa e del Teatro delle Muse di Roma.
Dopo aver interrotto la carriera cinematografica e teatrale si dedicò alla musica, maturando alcune esperienze con il sintetizzatore elettronico e componendo musica propria.
Diventanta poi pittrice e scultrice, nel 1978 decise di esporre le sue opere realizzando una mostra di tele informali presso la Libreria Remo Croce di Roma.
Nel 1980 creò un tipo di scultura, completamente bianca, che tecnicamente venne brevettata: una scultura caratterizzata da molteplici posizioni offrente al fruitore una lettura poliedrica. Alla mostra personale di pittura presso la galleria Vismara a Milano venne esposta la sua prima opera di scultura.
Nel 1981, in occasione dei Concerti di Via Giulia, patrocinati dal Comune di Roma e dagli Antiquari di Via Giulia, fu presentata la sua prima mostra di scultura. 
Successivamente, nel 1982, il Comune di Milano e la Rizzoli Arte patrocinarono la mostra di scultura a palazzo Arengario presentata a catalogo dal critico Giuseppe Marchiori. 
Nel 1984 presentò una mostra ai giardini di Palazzo Barberini (la prima volta che una mostra venne prolungata fino alla mezzanotte) col patrocinio della Regione Lazio e della Sovraintendenza ai Beni Artistici e Storici di Roma. La presentazione a catalogo fu del critico d'arte Achille Bonito Oliva e del Presidente dei Beni Artistici e Storici di Roma, prof. Bernini.
Nel 1985 iniziò la programmazione di una mostra itinerante europea promossa dal Ministero degli Affari Esteri - Sez. cultura.
Tina Gloriani morì a Roma il 24 marzo 2024 all'età di 88 anni.

## Mostre d'arte
Tra le esposizioni in Italia e all'estero ricordiamo:
- 1978-Roma- Libreria Remo Croce
- 1979-Riva di Garda – Palazzo dei Congressi
- 1980-Milano -Galleria Vismara
- 1981-Roma- Concerti di Villa Giulia
- 1982-Milano-Palazzo Argentario
- 1984-Roma-Giardini di Palazzo Barberini
- 1987-Inghilterra- Londra-Barbican Center Wakefield
- 1987-Germania-Monaco- Haus der Kunst
- 1987-Germania-Colonia-Amburgo-Ville Badessen
- 1988-Germania-Stoccarda – Baden Ball – Berlino
- 1988-Germania – Francoforte-Düsseldorf
- 1988-Paesi Bassi
- 1989- Francia
- 1989-Austria
- 1990-Italia

Tra i critici che curarono le sue mostre: Ugo Moretti, Luciano Luisi, Marcello Venturoli, Giuseppe Marchiori, Bill Hopkins, Mary Rose Beaumont, Joachim Heusinger von Waldegg, Pierre Restay, Dante Bernini, Maurizio Calvesi, Erich Steingraber.

## Filmografia
- La porta dei sogni, regia di Angelo D'Alessandro (1955)
- Rascel-Fifì, regia di Guido Leoni (1956)
- Solo Dio mi fermerà, regia di Renato Polselli (1956)
- Sigfrido, regia di Giacomo Gentilomo (1957)
- Estate violenta, regia di Valerio Zurlini (1959)
- L'amante del vampiro, regia di Renato Polselli (1959)
- Le notti dei teddy boys, regia di Leopoldo Savona (1959)
- Quel tesoro di papà, regia di Marino Girolami (1959)
- Gli amori di Ercole, regia di Carlo Ludovico Bragaglia (1960)
- Il mio amico Jekyll, regia di Marino Girolami (1960)
- Solitudine, regia di Renato Polselli (1960)
- Ultimatum alla vita, regia di Renato Polselli (1961)
- L'ira di Achille, regia di Marino Girolami (1962)
- Avventura al motel, regia di Renato Polselli (1963)
- Il monaco di Monza, regia di Sergio Corbucci (1963)